# Matthias Walkner

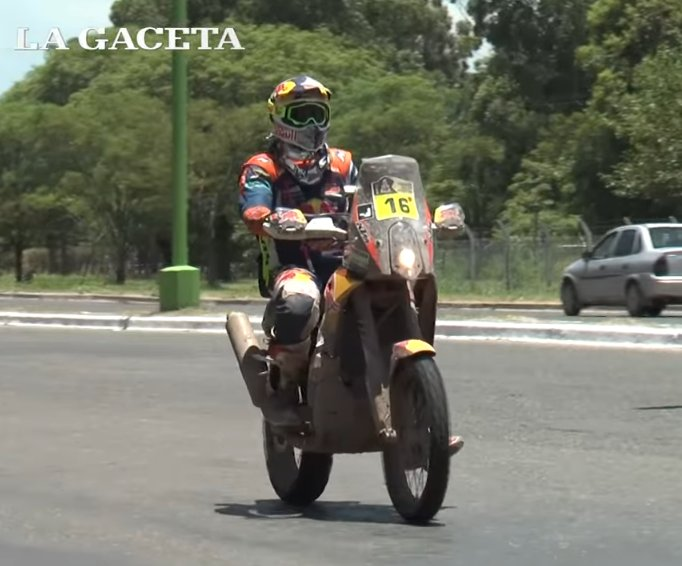
Matthias Walkner bei der Rallye Dakar 2016

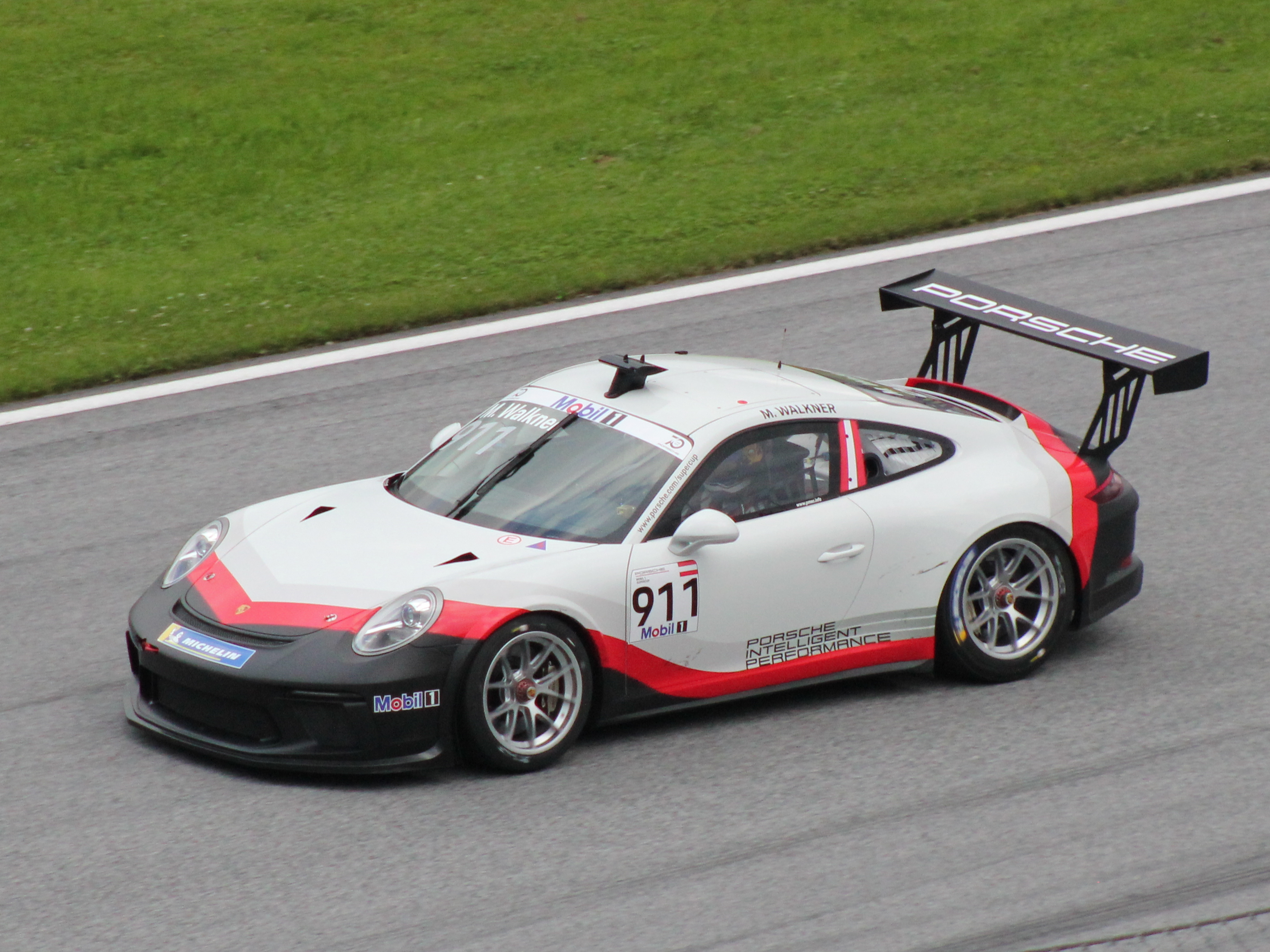
Matthias Walkner beim Porsche Supercup-Rennen am Red Bull Ring 2018

Matthias Walkner (* 1. September 1986 in Kuchl, Salzburg) ist ein österreichischer Motocross-Fahrer.

## Karriere
Der Salzburger begann 2002 eine Ausbildung in einem Motorrad-Fachgeschäft, die er 2006 abschloss. Seit 2004 ist er als Testfahrer für Red Bull KTM tätig. Nachdem er einige Trainingseinheiten mit Ferdinand Hirscher absolviert hatte, gewann Walkner 2012 den Motocross-Weltmeistertitel in der MX3-Klasse. Auf Anraten Heinz Kinigadners fuhr Walkner 2014 seine erste Rallye in Griechenland, in der er siegreich war. Auch als Gesamtsieger der FIM Cross-Country Rallies World Championship 2015 und 2021 wurde er jeweils Weltmeister.
Bereits bei der Rallye Dakar 2015 gewann er die dritte Etappe vor dem Spanier Marc Coma, auf der siebenten Etappe erreichte er Rang drei. Bei der Rallye Dakar 2016 schied er auf der siebenten Etappe, auf Rang drei der Gesamtwertung liegend, nach einem Sturz mit Oberschenkelbruch aus. 2017 wurde er in der Motorrad-Wertung Gesamtzweiter und erreichte damit seinen ersten Podestplatz bei der Rallye Dakar. Ein weiteres Jahr später, bei der Rallye Dakar 2018, gewann er als erster Österreicher die Motorradwertung und als zweiter Österreicher nach Peter Reif, der 1997 bei den Trucks gewonnen hatte, eine Kategoriewertung der Rallye Dakar.
Auch in den darauffolgenden Jahren erreichte er in der Motorradwertung der Rallye Dakar regelmäßig einen Platz in den Top 10, davon zweimal auf dem Podium:

- 2019 auf Platz  2

- 2020 auf Platz  5

- 2021 auf Platz 10

- 2022 auf Platz  3 

Die Rallye Dakar 2023 verlief für Walkner sehr turbulent: Bereits auf der ersten Etappe stoppte er, um dem gestürzten Vorjahressieger Sam Sunderland Ersthilfe zu leisten; die Stehzeit wurde ihm gutgeschrieben, und er beendete die erste Etappe als Neunter mit 8:18 Minuten Rückstand. Auf der zweiten Etappe kam er schwer zu Sturz und verletzte sich dabei am Handgelenk, entschied sich aber dennoch, die Fahrt fortzusetzen, allerdings mit erheblichem Rückstand auf die Führenden und ab nun ohne realistische Chance auf einen Podestplatz. Er konnte sich trotzdem noch in die Top 10 vorarbeiten und startete vom 9. Platz der Gesamtwertung in die vorletzte Etappe, kam auf dieser aber schwer zu Sturz und wurde ins Krankenhaus geflogen; damit war für ihn die Dakar 2023 endgültig zu Ende.
Seine ältere Schwester Eva Walkner ist als Freeride-Skierin erfolgreich.